# 袁敞碑
袁敞碑（えんしょうひ）は、中国の後漢代に司空を務めた、袁安の第3子の袁敞の墓碑。ただし当時の刻であるかは諸説あり、もしそうであれば隷書が公式書体であった漢代にあって、極めて珍しい篆書による碑ということになる（後述）。
碑の現物は現在遼寧省博物館に所蔵されている。

## 被葬者と建碑の事情
袁敞も参照のこと
碑文によれば、袁敞は父親の袁安と同じ汝陽（現在の河南省周口市商水県）出身で、孟子の易を学んだ人物であった。仕官して最初の任官は河南尹子であった。その後除郎中、黄門侍郎、侍中、歩兵校尉となり、ついに太僕となった。その後、元初年間（114年-120年）に死去した。享年不明。
碑そのものから伝えられる袁敞の情報は以上のものだけである上、後述するとおり碑の破損が著しく、ほとんど年月を読むことが出来ない。実際には父親ほどではないにせよ、兄の袁京とともに歴史に名前を残している人物なのであるが、この碑文からはその面影は全く読みとれない。建碑の事情も全く分からない状態である。

## 碑文と書風
碑文は篆書で1行17字、全10行であるが、真ん中2行は丸い穴が穿たれているため1行15字である。碑額はなく、長方形の石にそのまま刻されている。保存状態は劣悪で、まともに読むことの出来る字は真ん中を中心に半分ほどしか残されていない。
内容は上述の出身地と任官記述、死去年だけで、それ以外の記述は一切存在しない。墓碑の碑文はこの他に字や氏族の出自、讃辞をつけるのが一般的で、一応彼が傍系ではあるが汝南袁氏の2代目に当たり、きちんと公的記録に名が残っている人物であることを思うと、あまりに簡単に過ぎるものである。
書体が篆書である理由に関しては、この碑の刻年が明らかでないこともあって結論を見ていない（後述）。
書風については破損が著しいため論ずるのが難しいが、秦代以降のものにしてはかなり元の篆書に近い姿をしていると見られる。ただし父親の袁安碑と同じように誤字も見られ、正式の篆書ではない。

## 研究と評価
この碑は中華民国代、民国12年（1923年）に河南省偃師県の辛家村というところから発見された、極めて発見の新しい碑である。なお7年後には同じ場所から父親の袁安碑も出土している。
このためこの碑は袁安碑と組で論じられることが多く、やはり研究の焦点となったのはこの碑の刻された時期であった。当初は後漢代の刻と考えられたが、墓碑として異例尽くしであるため異論も出ており、三国時代に父親のものと組で建てられたという説や、完全な偽作であるという説などがある。このためそこでつまずいてしまい、あまり研究が進んでいないのが実情である。